# John Aston, Jr.
John Aston Jr., född 28 juni 1947, är en fotbollsspelare från Manchester, England. Aston Jr. spelade för Manchester United FC, Mansfield Town FC, Luton Town FC och Blackburn Rovers FC. Aston Jr. var även med när Manchester United vann Europacupen 1967–1968.

## Fotnoter
1. ↑  UK A–Z Transfers. Neil Brown. (på engelska), läs online.[källa från Wikidata]
2. ↑  PlaymakerStats.com spelar-ID: 14909, läst: 22 april 2022.[källa från Wikidata]